# Institut Menéndez y Pelayo

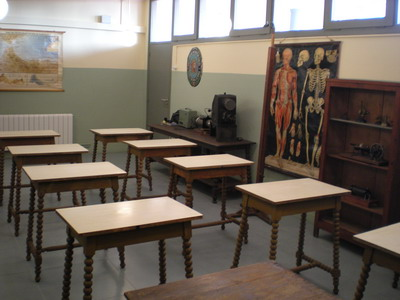
Antiga aula de l'IES Menéndez y Pelayo

L'Institut Menéndez y Pelayo és un centre educatiu públic d'E.S.O. i Batxillerat situat a la Via Augusta, 138-154 de Barcelona, en un edifici catalogat com a bé cultural d'interès local que originalment havia acollit la Mútua Escolar Blanquerna.

## Història
El 1923 es va crear la Mútua Escolar Blanquerna, sota l'assessorament del pedagog Alexandre Galí, i el 1933, es va ubicar a l'edifici de la Via Augusta, obra de l'arquitecte Jaume Mestres i de concepció racionalista. Aquell mateix any va ser també el del naixement de l'Institut Nicolás Salmerón, impulsat pel govern de la Segona República després de la prohibició de l'ensenyament religiós, en una torre modernista del carrer de Muntaner. Fomentava una educació democràtica, laica, progressista i mixta.
La Guerra Civil va trencar aquests dos esquemes educatius, i la derrota del bàndol republicà el 1939 va provocar que la Mútua fos dissolta, el director i part del professorat, depurats, i l'edifici, requisat. Aleshores s'hi va instal·lar l'Institut Salmerón, que va adoptar el nom de Menéndez y Pelayo, i part del seu professorat fou expedientat.
A les seves aules hi van deixar d'assistir les noies, i fins al 1973 no va tornar a ser mixt. Les successives remodelacions van dotar aquest centre educatiu d'una sala d'actes i un gimnàs, així com d'altres dependències, com ara laboratoris. L'última gran obra es va acabar el 2008, en vigília del 75è aniversari de l'Institut.

## Edifici
Es tracta d'un gran immoble de planta en forma d'«L» i un gran pati davanter, amb una estructuració de l'espai molt diàfana i repetitiva, destinada i orientada a usos docents. Respon als criteris de l'arquitectura racionalista de les construccions escolars de l'època, amb una gran preocupació per assolir el màxim de lluminositat als espais interiors.
A la planta baixa s'hi situen els locals destinats a l'administració del centre, així com una gran sala d'actes i el gimnàs. La resta de plantes estan majoritàriament destinades a les aules. Un altre element que entronca bé amb la funcionalitat arquitectònica de l'època és la utilització col·lectiva de les terrasses.
Les diferents plantes tenen un gran component horitzontal, amb llargues obertures amb persiana de llibret, que inclús afecten al tram de curvatura de l'immoble. Aquesta horitzontalitat només es veu afectada en un tram, amb finestrals verticals correguts que prenen tota l'extensió de la façana. Aquest punt és el corresponent amb el forat d'escala.
L'edifici va ser ampliat per l'ala sud-est, on es va afegit un cos quasi mimètic i uns nous espais de gimnàs pel costat de ponent. Tot el conjunt s'ha tractat amb un nou estuc de color que no té res a veure amb l'original, però que dona un aspecte unitari al conjunt.